# Dampierre-en-Burly
 Dampierre-en-Burly  es una población y comuna francesa, situada en la región de Centro, departamento de Loiret, en el distrito de Orléans y cantón de Ouzouer-sur-Loire.

## Demografía
| 598 | 553 | 536 | 909 | 915 | 1103 |
| Para los censos de 1962 a 1999 la población legal corresponde a la población sin duplicidades (Fuente: INSEE [Consultar]) |     |     |     |     |      |